# Нагон смрти
Нагон смрти је назив је добио по грчкој речи за смрт. Танатос је у грчкој митологији персонификација смрти, насупрот Еросу. Према Фројду, нагон смрти симболизује борбу против живота и за повратак у мир смрти. Не треба га мешати са деструктивним нагоном (деструдо).